# Pluton
Denna artikeln handlar om pluton i betydelsen militärt förband, för andra betydelser se Pluton (olika betydelser)

Natosymbolen för en pluton ur infanteriet. Prickarna ovanför rektangeln anger att det är en pluton. Krysset i rektangeln anger att det är ett infanteriförband. Den blåa färgen anger att det är egna eller allierade styrkor.

Pluton (av franska peloton, egentligen "nystan"), militärt förband. En pluton är inom svenska armén en underavdelning till ett kompani och brukar bestå av 20–40 soldater. En pluton är i sin tur indelad i ett antal grupper. Antalet beror på plutonens uppgifter. En pluton leds normalt av en sergeant, fänrik eller löjtnant beroende på sammansättning och uppgift. 

## Arméns plutoner
I svenska armén är plutonen organiserad på följande vis, enligt Markstridsreglemente 4 Pluton:
- Chefsgrupp.
  - Plutonchef.
  - Ställföreträdande plutonchef.
  - Plutonsbefäl.
  - Signalist.
  - Fordonsförare
  - Tolk (vid internationella insatser).
- 3-4 Skyttegrupper.
  - Gruppchef.
  - Ställföreträdande gruppchef.
  - Två soldater tillika kulspruteskyttar.
  - Två soldater tillika pansarskottsskyttar/granatgevärsskyttar/fordonsförare.
  - En soldat tillika skarpskytt.
  - En soldat tillika stridssjukvårdare.

## Hemvärnets plutoner
I svenska Hemvärnet är plutonen indelad i följande beståndsdelar:
- En ledningsgrupp med plutonchef, ställföreträdande plutonchef, två hundekipage samt två stycken signalister.
- Fyra grupper med en gruppchef, en ställföreträdande gruppchef, samt sex soldater. Gruppen ska kunna innehålla upp till åtta soldater.